# Ізраїльська окупація Південного Лівану

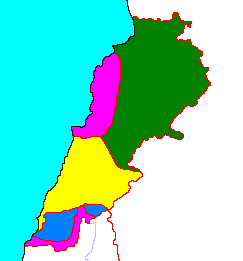
Контроль території Лівану у 1983
Християнські ополченці
Сирійські війська
Війська ООН
Ізраїльські війська

Ізраїльська окупація Південного Лівану офіційно почалася в 1985 році та закінчилася у 2000 році як частина конфлікту в Південному Лівані.
У 1982 році Ізраїль вторгся до Лівану у відповідь на серію нападів, здійснених з території Лівану палестинськими бойовиками, що спровокувало Ліванську війну 1982 року.
Армія оборони Ізраїлю (ЦАХАЛ) і союзні християнські ліванські ополченці згодом захопили значні частини Лівану, включаючи столицю Бейрут, на тлі військових дій широкої громадянської війни в Лівані.
Пізніше Ізраїль вийшов з більшої частини окупованої території між 1983 і 1985 роками, але зберіг контроль над територіями вздовж ізраїльсько -ліванського кордону, що згодом складатимуть ізраїльську «зону безпеки» у координації з сепаратистською державою Вільний Ліван, яку було скасовано в 1984 році.
Починаючи з 1985 року, Ізраїль підтримував Армію Південного Лівану (SLA), ліванську християнську міліцію скасованої Держави Вільний Ліван, проти Хезболли та інших мусульманських міліцій на більшій частині Південного Лівану.
Загальною заявленою метою Ізраїлю для зони безпеки було створити буфер, який відокремлював ізраїльських цивільних у містах на північному кордоні від терористів, що базувалися в Лівані.
У 1993 році було оцінено, що в цьому районі діяло 1000—2000 ізраїльських військових і 2300 військовослужбовців SLA.

Після завершення ізраїльської операції «Літані» в 1978 році в районах Південного Лівану, які пізніше увійшли до зони безпеки Ізраїлю, також перебували миротворці Організації Об'єднаних Націй з Тимчасових сил ООН у Лівані (ЮНІФІЛ).
Тоді як ЦАХАЛ наглядав за загальною безпекою в регіоні, SLA керувала більшістю наземних справ на окупованій території, включаючи роботу слідчого ізолятору Хіам.
Окупована смуга території мала десять кілометрів завширшки, за винятком виступу, який сягав на північ до Джеззіна та річки Літані та охоплював Тір і Сідон, а також долину Бекаа в зоні дії артилерії.
Загальна охоплена територія становила 900 км² або приблизно 10 % загальної площі Лівану.
Тут проживало близько 180 000 осіб — 6 % загального населення Лівану — які проживали приблизно в сотні сіл і невеликих містечок.

## Передмова

### Палестинське повстання та громадянська війна в Лівані
Хоча окупована смуга була офіційно утворена Ізраїлем у 1985 році після скасування Держави Вільний Ліван і виведенню військ Ізраїлю з більшої частини Лівану, вона сягає своїм корінням у подальші дії та ранні етапи громадянської війни в Лівані.
У 1968 році палестинські бойовики на чолі з Організацією визволення Палестини (ОВП) мали широкомасштабний контроль над Південним Ліваном, звідки вони розпочали повстання проти Ізраїлю та ліванських християн.
До 1975 року присутність ООП стала серйозною неприємністю для християн і місцевих жителів, а також християнських ополчень.
Почали все активніше залучати палестинських бойовиків до відкритого конфлікту.
З середини 1976 року Ізраїль почав допомагати християнським жителям Лівану та ополченцям через «Добра огорожа» вздовж ізраїльсько-ліванського кордону.

### Ізраїльське вторгнення в Ліван, 1978
Після різанини на Прибережній дорозі, здійсненої палестинськими бойовиками в Тель-Авіві, Ізраїль вторгся в Ліван, щоб витіснити ООП з терену уздовж його кордону, що спровокувало конфлікт у Південному Лівані 1978 року.
Після тижня боїв ООП пішла з Південного Лівану, а Ізраїль збільшив підтримку християнської армії Південного Лівану (SLA);
у 1979 році Саад Хаддад, засновник SLA, проголосив створення Держави Вільний Ліван за підтримки Ізраїлю.
Після виведення Ізраїлю в кінці операції Тимчасові сили ООН у Лівані (UNIFIL) були розгорнуті вздовж ізраїльсько-ліванського кордону.

### Ізраїльське вторгнення в Ліван, 1982
Після посилення нападів на півночі Ізраїлю та спроби вбивства ізраїльського дипломата Шломо Аргова Ізраїль вторгся до Лівану, щоб витіснити ООП від свого кордону, що спровокувало Ліванську війну 1982 року.
До 1985 року Ізраїль вивів війська до «зони безпеки» в Південному Лівані, де він зберіг свої війська для боротьби разом з SLA проти Хезболли та інших мусульманських войовничих груп, що поклало початок конфлікту в Південному Лівані 1985–2000 років.

## Історія

### 1985—2000 Конфлікт у Південному Лівані
При евакуації під час першої війни в Лівані командування SLA було передано в руки Антуана Лахада, який вимагав і отримав дозвіл Ізраїлю утримувати зону Джеззін на північ від смуги.
У перші роки після виведення ЦАХАЛу з північної частини Лівану смуга була відносно спокійною.
З роками ліванські бойові групи, очолювані шиїтською Хезболлою, збільшували чисельність з ізраїльської сторони в поясі безпеки.
Їздити по дорогах стало небезпечно, і сили ЦАХАЛу більше перебували у військових містечках, ніж на дорогах.
Хезболла доклала багато зусиль для нападу на військові табори ЦАХАЛ.
27 липня 1989 року лідер Хізбалли в Південному Лівані шейх Абдель ель-Карім Убейд і двоє його помічників були викрадені зі свого будинку в Джибшиті спецпризначенцями ЦАХАЛ.
Нічний рейд планував тодішній міністр оборони Іцхак Рабін.
Хізбалла у відповідь оголосила про страту полковника Гіггінса, старшого американського офіцера, який працював з UNIFIL і був викрадений у лютому 1988 року.

16 лютого 1992 року тодішній лідер Хезболли Аббас аль-Мусаві був убитий ракетами гелікоптера ЦАХАЛ.
Армія оборони Ізраїлю припускала, що керівництво Хезболли припинить свою діяльність, побоюючись за своє життя та життя своїх сімей.
Хезболлу очолив шейх Насралла.
У липні 1993 року Армія оборони Ізраїлю розпочала операцію «Відповідальність», яка спричинила масові руйнування по всьому південному Лівану, але не змогла припинити діяльність Хезболли.
11 квітня 1996 року ізраїльська армія, військово-морський флот і повітряні сили розпочали сімнадцятиденне бомбардування південного Лівану, операцію «Грона гніву», під час якої було вбито 154 ліванських цивільних.
У той час ізраїльські солдати, які служили в Південному Лівані, не отримували стрічки за військову службу, оскільки Ізраїль вважав збереження поясу безпеки конфліктом низької інтенсивності, а не війною.

На початку 2000 року начальник штабу Шауль Мофаз сказав, що 1999 рік був «найуспішнішим роком ЦАХАЛу в Лівані» з 11 солдатами, убитими ворогами в Південному Лівані, що є найнижчим рівнем втрат за весь конфлікт.

Загалом 256 ізраїльських солдатів загинули в боях у Південному Лівані в 1985—2000 роках.

У 2020 році Ізраїль визнав конфлікт війною та ретроспективно назвав його «Кампанією у Ліванській зоні безпеки».

### Виведення військ Ізраїлю 2000
Перед виборами в Ізраїлі у травні 1999 року прем'єр-міністр Ізраїлю Ехуд Барак пообіцяв, що протягом року всі ізраїльські війська будуть виведені з Південного Лівану, фактично припинивши підтримку армії Південного Лівану.
Коли переговори між Ізраїлем і Сирією, метою яких було досягнення мирної угоди між Ізраїлем і Ліваном, зазнали невдачі через сирійську окупацію Лівану (до 2005 року), Барак оголосив рішення про виведення Армії оборони Ізраїлю.
Зі зростаючим тиском на армію Південного Лівану та адміністрацію поясу безпеки Південного Лівану, система почала розвалюватися, і багато членів армії та адміністрації попросили політичного притулку в Ізраїлі та інших країнах.
Через посилення нападів «Хезболли» стан армії Південного Лівану погіршився, зменшився призов і зросли показники дезертирства на нижчих чинів.
У квітні 2000 року, коли стало зрозуміло, що ізраїльські війська виведуть війська протягом декількох тижнів або місяців, деякі посадовці SLA почали перевозити свої родини на північ Ізраїлю.
Повний відхід Ізраїлю до міжнародно визнаного кордону відбувся 24 травня 2000 року.

Армія Південного Лівану незабаром розвалилася, більшість офіцерів і чиновників адміністрації втекли до Ізраїлю разом зі своїми родинами, оскільки Хезболла чинила тиск на підрозділи, що залишилися.
Коли Ізраїль дозволив прийняття біженців, близько 7000 біженців, включаючи солдатів армії Південного Лівану, чиновників зони безпеки та їхні сім'ї, прибули до Галілеї.

## Адміністрування тимчасового поясу безпеки
Адміністрація поясу безпеки Південного Лівану була християнським тимчасовим органом управління Лівану, який здійснював владу в 850 км² окупованої Ізраїлем зони безпеки.

Він замінив інститути Вільної Держави Ліван та діяв в 1985—2000 роках за повної матеріально-технічної та військової підтримки Ізраїлю.
У роки її функціонування адміністрацію очолював Антуан Лахад, маронітський християнський військовий офіцер.

### Міліція
Армія Південного Лівану (SLA) була ліванським християнським ополченням, яке діяло під час громадянської війни в Лівані та її наслідків до свого розформування у 2000 році.
Спочатку вона називалася Вільна ліванська армія, яка відокремилася від християнської фракції ліванської армії, яка була відома як Армія вільного Лівану.
Після 1979 року SLA діяла в Південному Лівані під керівництвом Саада Хаддада.
Вона була підтримана Ізраїлем і стала його головним союзником проти Хезболли під час конфлікту в Південному Лівані 1985—2000 років.
Під час ізраїльської операції «Відповідальність» Хезболла стверджувала, що має 3000 бійців, але інші звіти оцінюють, що їхня кількість, ймовірно, становила 600—700.

Іншими групами, які воювали проти Ізраїлю та SLA, були PFLP–GC, сирійська марксистсько-ленінська та палестинська націоналістична організація та Народна гвардія Комуністичної партії Лівану